# Mailand–Sanremo 1986
Mailand–Sanremo 1986 war die 77. Austragung von Mailand–Sanremo, eines eintägigen Straßenradrennens. Es wurde am 15. März 1986 über eine Distanz von 293 km ausgetragen.
Das Rennen wurde von Sean Kelly vor Greg LeMond und Mario Beccia gewonnen.

## Teilnehmende Mannschaften
| Kas La Vie claire-Radar Malvor-Bottecchia Del Tongo-Colnago Peugeot-Shell | Vini Ricordi-Pinarello-Sidermec Kwantum Gis Gelati-Oece Murella-Fanini Hitachi-Marc | Ariostea-Gres Sammontana-Bianchi 7 Eleven-Hoonved Carrera Jeans-Inoxpran PDM-Ultima-Concorde | Lotto-Merckx Cilo-Aufina Supermercati Brianzoli-Essebi Atala-Ofmega Système U | Ecoflam–Jollyscarpe–Alfa Lum Skala-Skil Santini-Cierre Dromedario-Laminox-Fibok Fagor | Roland-Van de Ven Panasonic-Merckx-Agu R.M.O.-Meral-Mavic |

## Ergebnis
| Rang | Fahrer                     | Team                            | Zeit       |
| ---- | -------------------------- | ------------------------------- | ---------- |
| 1    | Sean Kelly                 | Kas                             | 6h 57' 19" |
| 2    | Greg LeMond                | La Vie Claire-Radar             | + 0"       |
| 3    | Mario Beccia               | Malvor-Bottecchia-Vaporella     | + 0"       |
| 4    | Giuseppe Saronni           | Del Tongo                       | + 23"      |
| 5    | Bruno Wojtinek             | Peugeot                         | + 23"      |
| 6    | Luciano Rabottini          | Vini Ricordi-Pinarello-Sidermec | + 23"      |
| 7    | Adri van der Poel          | Kwantum–Decosol–Yoko            | + 23"      |
| 8    | Giuseppe Petito            | Gis Gelati-Oece                 | + 23"      |
| 9    | Rolf Sørensen              | Murella-Rossin                  | + 23"      |
| 10   | Jean-Philippe Vandenbrande | Hitachi-Marc-Splendor           | + 23"      |